# 오태완
오태완(吳泰完, 1966년 3월 7일~)은 대한민국의 정치인이다. 제48·49대 경상남도 의령군수(2021~)이다. 2021년 재보궐 선거에서 당선되었으며, 2022년 제8회 전국동시지방 선거에서 재선되었다. 경상남도 의령군 출생이다.

## 학력
- 1981.03~1984.02 경남정보고등학교 졸업
- 1985.03~1990.02 경상대학교 경영학 학사 졸업
- 1993.03~1997.02 경상대학교 대학원 경영학 석사 수료
- 1998.03~2004.02 경남대학교 대학원 경영학 박사 수료

## 경력
- 경상대학교 총동창회 이사
- 2000 하순봉 국회의원 입법비서관
- 2000~2004.05 하순봉 국회의원 입법보좌관
- 한나라당 이회창 총재 특별보좌관
- 2007.03~경남도립거창대학 초빙교수
- 한국지방자치발전연구소 사무처장
- 2012.12~2013.01 경남도청 홍준표 도정인수단장
- 2013.01~2014.02 경상남도청 정책단장
- 2014.06~2014.10 경상남도청 정책단장
- 2014.10~2015.08 경상남도청 정무조정실장
- 2015.08~2015.12 경상남도청 정무특별보좌관
- 2016.10~2017.03 경상남도청 정무조정실장
- 2017.04 제19대 대통령 선거 자유한국당 홍준표 후보 경남도당 선거대책위원회 총괄선거대책본부장
- 2017.09~2018.06 자유한국당 부대변인
- 2020.01~오태완 의령발전연구소장
- 2020.11~2022.05 국민의힘 경상남도당 부위원장
- 2020.11~2022.05 국민의힘 국민소통특별위원회 부위원장
- 2020.12~2022.05 국민의힘 지방행정특보단 단장
- 2021.04~2022.06 제48대 경상남도 의령군수(2021년 재보궐 선거 당선)
- 2022.05.12 국민의힘 탈당
- 2022.07~ 제49대 경상남도 의령군수(재선, 민선 8기)
- 2023.01 국민의힘 복당

## 전과
- 공직선거및선거부정방지법위반: 벌금 8,000,000원 - 2001년 12월 26일 선고[1]
- 공직선거및선거부정방지법위반: 벌금 1,500,000원 - 2004년 11월 10일 선고
- 근로기준법위반: 벌금 3,000,000원 - 2009년 9월 23일 선고

## 역대 선거 결과
|  | 44.33% |

|  | 47.36% |